# Schleifersteg
Most Schleifer (z niem: Schleifersteg) - most który został po drugiej wojnie światowej wybudowany w miejsce starszego Pfannensteg nad rzeką Pegnitz, łączącego Trödelmarkt na wyspie o tej samej nazwie z północnym brzegiem rzeki przy placu An den Fleischbänken. 

## Źródła
- Michael Diefenbacher, Rudolf Endres (Hrsg.): Stadtlexikon Nürnberg. 2., verbesserte Auflage. W. Tümmels Verlag, Nürnberg 2000, ISBN 3-921590-69-8, S. 936